# 101 Dalmatians
101 Dalmatians és una pel·lícula estatunidenca de Stephen Herek estrenada el 1997. És l'adaptació de la pel·lícula d'animació homònima de Walt Disney (1961). 102 Dalmatians n'és la continuació, on Cruella intenta encara tenir l'abric amb què somia.

## Argument
A Londres en el seu passeig quotidià, un dàlmata anomenat «Pongo» cau bojament enamorat d'una bonica dàlmata que respon al nom de « Perdita ». El seu amo i mestressa respectius anomenats «Roger» i « Anita », coneixeran d'altra banda un enamorament sobtat idèntic…
I és així com, alguns mesos més tard, tots bes reuneixen sota la mateixa teulada per a veure Perdita donar a llum quinze adorables cadells.
Aquest moment de felicitat hauria pogut ser perfecte si Cruella d'Infern, una creadora de moda obsessionada per la pell, no fes segrestar els cadells amb la ferma intenció de fer-se'n un abric.

## Repartiment
- Glenn Close: Cruella d'Infern
- Jeff Daniels: Roger
- Joely Richardson: Anita
- Joan Plowright: Nanny
- John Shrapnel: Skinner